# Szepeskörtvélyes
Szepeskörtvélyes (szlovákul: Spišský Hrušov, németül: Birndorf/Grausch) község Szlovákiában, a Kassai kerület Iglói járásában.

## Fekvése
Iglótól 10 km-re keletre, a Hernád mellett, annak bal oldalán fekszik.

## Története
1253-ban „villa Kurtues” néven említik először, de valószínűleg még a 12. században alapították. 1255-ben „Kurtuelus” néven említik, 1279-ben még királyi birtok. 1280-ban IV. László király Zegim fiait: Fülöpöt és Pált erősíti meg itteni birtokaiban. 1360-ban „Hurusk”, 1364-ben „Hruskafalva”, 1368-ban „Grussov”, 1386-ban „Graucza” néven találjuk. A 14. század végétől a vöröskolostori karthauzi kolostor faluja. Később a Tőke és a Máriássy család tulajdona. 1495-ben „Gravross”, 1500-ban „Hrussow” alakban szerepel a korabeli forrásokban. 1615-ben, 1631-ben és 1726-ban súlyos szárazság és az ezt követő éhínség sújtotta.
A 18. század végén Vályi András így ír róla: „KÖRTVÉLYES. Birndorf. Elegyes falu Szepes Várm. földes Urai több Uraságok, lakosai több katolikusok, fekszik Iglóhoz 3/4 mértföldnyire, Olasznak szomszédságában, határja termékeny, legelője elég, fája nintsen elég.”
1828-ban 86 ház állt a faluban 637 lakossal. 1831-ben kolerajárvány pusztított, mely 58 áldozatot követelt a községben. A járvány következtében a Felvidék keleti részén parasztfelkelés tört ki, melyet a katonaság vert le.
Fényes Elek 1851-ben kiadott geográfiai szótárában így ír a faluról: „Körtvélyes, (Hrussowcze), tót falu, Szepes vmegyében, Olaszihoz 3/4 mfd. nyugotra: 637 kath. lak. Kath. paroch. templom. F. u. a Teőke nemzetség. Ut. p. Lőcse.”
A trianoni diktátumig Szepes vármegye Szepesváraljai járásához tartozott.

## Népessége
| Év:            | 1994. | 2004.   | 2014.   | 2024.   |
| -------------- | ----- | ------- | ------- | ------- |
| Emberek száma: | 1195  | 1269    | 1261    | 1327    |
| Eltérés:       |       | +6,19 % | -0,63 % | +5,23 % |

| Év:            | 2023. | 2024.   |
| -------------- | ----- | ------- |
| Emberek száma: | 1332  | 1327    |
| Eltérés:       |       | -0,37 % |

1910-ben 592, túlnyomórészt szlovák lakosa volt.
2001-ben 1251 lakosából 1240 szlovák volt.
2011-ben 1250 lakosából 1231 szlovák.

## Nevezetességei
- Reneszánsz kastélya 1596-ban épült, a 18. században barokk, majd a 19. században klasszicista stílusban építették át.
- Alexandriai Szent Katalinnak szentelt római katolikus temploma 13. századi gótikus eredetű, a 17. és a 18. században átépítették. Ekkor épült hozzá a Szent Zsófia kápolna. Belső festése 1896-ban készült, 1900-ban a külsejét renoválták. Főoltára a 17. század végén készült, kora barokk stílusú. Gótikus Madonna-szobra a 15. század végén készült. A templom egy 1740 körül készült barokk kehellyel is büszkélkedhet. Harangját 1521-ben öntötték.

## Ismert személyek
- Itt született 1878-ban Máriássy Mihály magyar földbirtokos, jogász, országgyűlési képviselő († 1953)